# Chrysocerca jacobsoni
Chrysocerca jacobsoni är en insektsart som beskrevs av Van der Weele 1909. Chrysocerca jacobsoni ingår i släktet Chrysocerca och familjen guldögonsländor. Inga underarter finns listade i Catalogue of Life.